# Ramsgate
Ramsgate es una localidad costera inglesa en el distrito de Thanet, al oeste del condado de Kent. Fue un importante puerto británico durante el siglo XIX y pertenece a la confederación de los Cinque Ports. Su población, según el censo de 2001, era de 39 639 habitantes.
Sus principales industrias son el turismo y la pesca, aunque existe una pequeña industria ligera. Igualmente hay que destacar como fuente de ingresos la enseñanza del Inglés como lengua extranjera. Las dos iglesias principales son la parroquia de St. Lawrence, dedicada a San Lorenzo y construida en el siglo XII y posteriormente reconstruida en el siglo XIII, y la iglesia de St. Augustine, que fue construida en el siglo XIX en estilo neoclásico, dedicada a San Agustín, primer arzobispo de Canterbury, que estuvo en Ramsgate en 596 y cristianizó Britania.

## Patrimonio histórico
La ciudad cuenta con más de 900 edificios históricos que incluyen obras de Augusto Pugin. Cinco obras de Mary Townley, una de las primeras arquitectas inglesas, se encuentran catalogadas como patrimonio histórico por el English Heritage:
- Royal Road, Ramsgate (1814)
- The Paragon, Ramsgate (1816)
- 1-5 Chatham Place, Ramsgate (1780)
- Spencer Square, Ramsgate (1802)
- Townley House Mansion, Ramsgate (1792)[2]

Su tumba en la iglesia de St. Lawrence, también es patrimonio histórico.